# 布盧菲爾茲

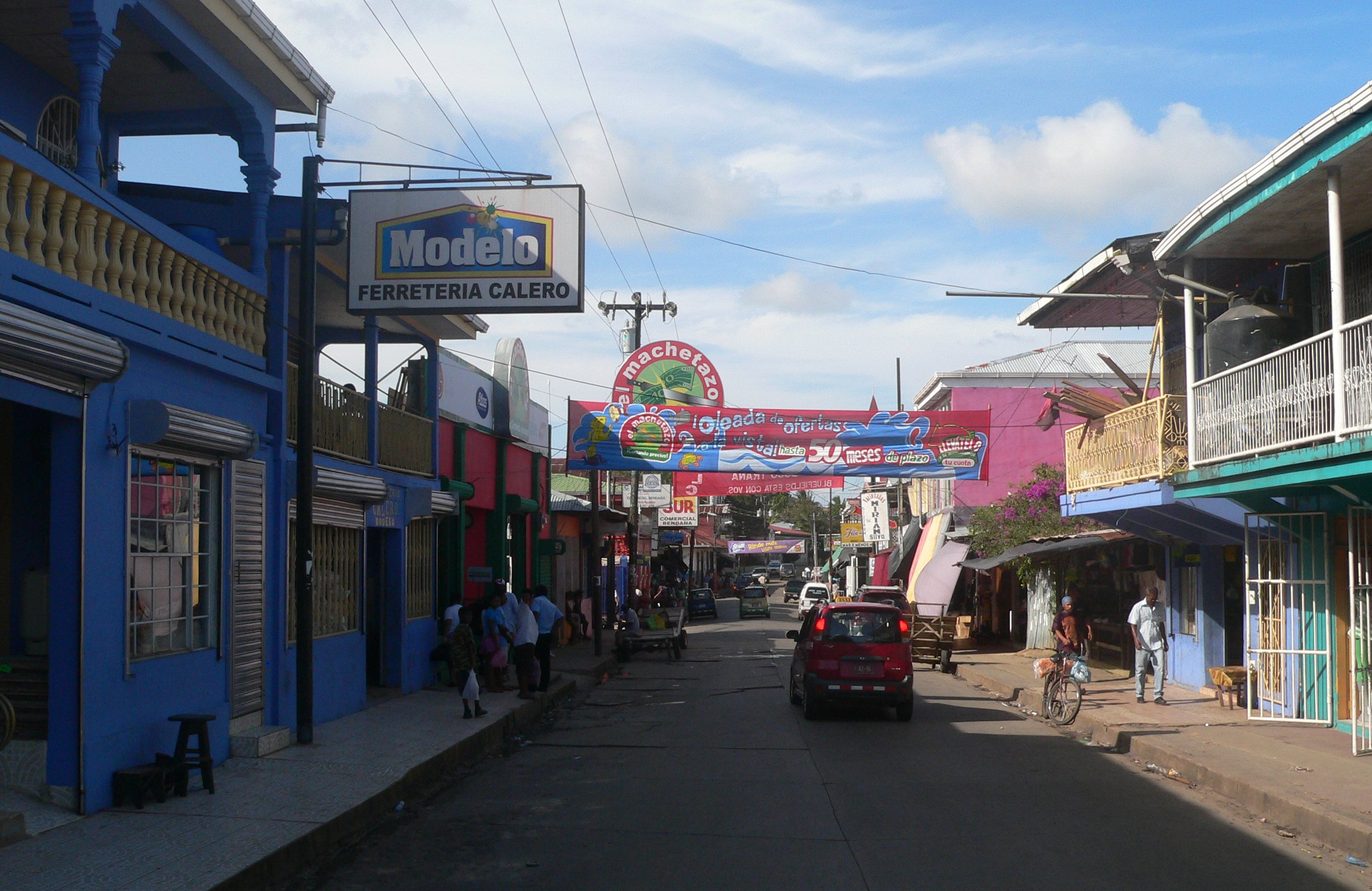
布盧菲爾茲

布盧菲爾茲（英語：Bluefields，意为「蓝田」）是尼加拉瓜南加勒比海岸自治区的首府，位於該國東部，始建於1601年，面積4,638平方公里，海拔高度25米，2005年人口50,178，人口密度為每平方公里10.81人。当地的官方语言为西班牙语、英语和米斯基托语。

## 外部連結
- RightSide Guide
- Paradise Zone Bluefields Evolution （页面存档备份，存于）
- Bluefields Sound System （页面存档备份，存于）

12°00′N 83°45′W / 12.000°N 83.750°W